# George Rhoden
Vincent George Rhoden (ur. 13 grudnia 1926 w Kingston, zm. 24 sierpnia 2024) – jamajski lekkoatleta, biegacz największe sukcesy odnoszący na dystansie 400 metrów. Dwukrotny złoty medalista olimpijski z Helsinek.

## Przebieg kariery
Wspólnie ze swoimi rodakami Herbem McKenleyem i Arthurem Wintem należał do światowej czołówki w biegu na czterysta metrów (startował także na innych dystansach). Mieszkał w San Francisco, studiował na Morgan State University i zdobywał tytuły mistrza NCAA. Brał udział w igrzyskach olimpijskich w 1948 w Londynie, jednak starty w Londynie skończyły się dla niego niepowodzeniem – na 400 m odpadł w półfinale, a jamajska sztafeta 4 × 400 metrów z jego udziałem nie ukończyła biegu finałowego wskutek zerwania mięśnia nogi przez Winta.
Rhoden ustanowił w 1950 rekord świata na 400 m wynikiem 45,8. Był mistrzem USA (AAU) na tym dystansie w 1949, 1950 i 1951.
Na igrzyskach olimpijskich w 1952 w Helsinkach wygrał zarówno bieg na 400 m, jak i sztafetę 4 × 400 m (w składzie Wint, Leslie Laing, McKenley i Rhoden) ustanawiając w tej ostatniej konkurencji rekord świata 3.03,9.